# George Mallory

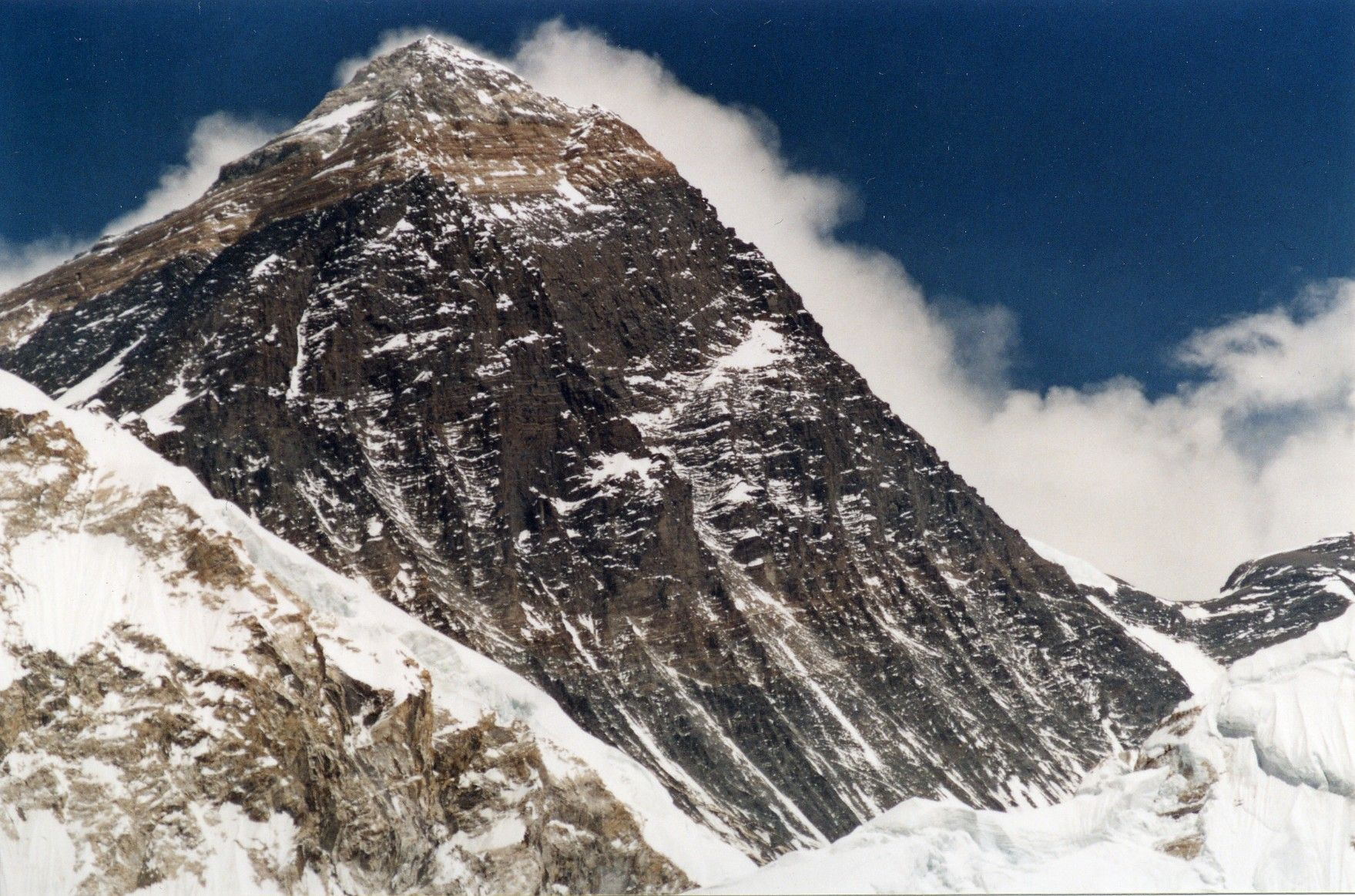
Monte Everest, à esquerda, no alto, o caminho da expedição de 1924 ("Rota Mallory"); à direita o caminho da face sul ("Rota Hillary")

George Herbert Leigh Mallory (18 de junho de 1886, Mobberley, Cheshire — 8 de junho de 1924, Monte Everest) foi um alpinista britânico.
Num de seus mais famosos momentos, ao ser perguntado repetidamente por repórteres em Nova Iorque durante uma série de conferências por que motivo queria ele escalar o Monte Everest, ele replicou a um deles "Porque ele está lá", frase hoje associada para sempre a ele e ao montanhismo.

## Educação e família
Em 1896, George frequentou a escola em Eastbourne, East Sussex, após ter terminado a escola preparatória em West Kirby. Com 14 anos de idade, ganhou uma bolsa de estudos para estudar Matemática no Winchester College. Em outubro de 1905, Mallory entra no Magdalene College, em Cambridge, para estudar História. Durante esse período, ele se torna amigo de John Maynard Keynes.
Em 29 de julho de 1914 ele se casa com Ruth Turner, a filha de Thackeray Turner, um arquiteto. Como o Reino Unido estava envolvido com a Primeira Guerra Mundial, uma lua de mel alpina estava fora de cogitação, e por isso vão acampar.
George serviu como artilheiro na Royal Garrison Artillery durante a Primeira Guerra Mundial, alcançando o posto de primeiro-tenente antes de retornar para casa em 1919, após o Armistício.
Em 9 de setembro de 1915 nasce sua primeira filha, Frances Clare. Sua segunda filha, Beridge Ruth, nasceu em 16 de setembro de 1917, e seu filho John nasceu em 21 de agosto de 1920 – meia hora antes de George retornar de uma viagem pelos Alpes.

## História alpinista
Em 1904, Mallory e um amigo tentaram escalar o Monte Vélan, nos Alpes, mas retornaram pouco antes de alcançarem o topo por causa do mal de altitude. Em 1911, Mallory escalou o Monte Branco.
Por volta de 1913 ele estava no ápice de suas capacidades de alpinista em terrenos rochosos, tendo escalado o Pillar Rock, no Lake District, sem assistência, o que hoje em dia é conhecido como a "Mallory's Route" (Rota de Mallory) – agora classificada "Dura, muito severa" 5a (graduação americana 5.9). Foi a rota mais difícil de toda a Grã-Bretanha por muitos anos.
Em 1921, durante uma missão de exploração de rotas no passo norte do Everest, ele escalou diversos picos mais baixos perto do Everest, a fim de melhor conhecer a geografia da região.
Em 1922, enquanto Mallory liderava um grupo de alpinistas na descida do passo norte do Everest sob neve, uma avalanche caiu sobre o grupo, matando sete Sherpas.
Em 8 de junho de 1924, George Mallory e Andrew Irvine tentaram atingir o topo do Everest pela face norte. O companheiro de expedição Noel Odell afirma tê-los visto às 12h50 na ascensão de uma das rotas principais da crista norte, e "progredindo fortemente para o topo", mas nenhuma prova pôde demonstrar que eles atingiram o topo. Eles jamais retornaram ao acampamento avançado, tendo sucumbido em algum lugar da montanha.
Em 1995, o neto de Mallory, George Mallory II, atingiu o topo do Everest.

## Perdido no Everest
Em 1 de maio de 1999, uma expedição estadunidense, patrocinada em parte por Nova e pela BBC, encontrou o corpo congelado de George Mallory a 8000 metros, na face norte do Everest. No entanto, eles não localizaram nenhuma das duas câmeras que ele e Irvine tinham aparentemente carregado. Especialistas da Kodak afirmaram que se uma das câmeras fosse encontrada com seu filme, existiria uma boa probabilidade de que o filme pudesse ser revelado, devido à natureza do filme preto e branco utilizado e ao fato de ele ter sido mantido congelado por mais de 75 anos.
As fotos dessas câmeras poderiam finalmente esclarecer se eles realmente alcançaram o topo antes de morrerem. Em 2004, outra expedição foi organizada para procurar as câmeras e outras pistas, pouco importando sua importância, de que eles alcançaram o topo, mas nenhuma nova evidência foi encontrada. Uma terceira expedição de busca foi feita em 2005, também sem resultados. A questão do sucesso ou fracasso da dupla em alcançar o topo do Everest restará provavelmente sem resposta para sempre, a menos que alguma nova evidência seja encontrada na montanha. Com o passar dos anos, as chances de se encontrar alguma coisa diminuem cada vez mais.
Em 1975, um alpinista chinês chamado Wang Hongbao declarou ter visto o corpo de um "velho inglês morto" perto do topo. Tragicamente, Hongbao morreu em uma avalancha no dia seguinte, antes que a localização pudesse ser feita de maneira precisa. As informações mais recentes indicam a vários analistas que o corpo avistado por Hongbao seria o de Irvine.
Além das câmeras, dois detalhes observados quando da descoberta do corpo de Mallory são importantes, apesar de não conclusivos per se:
- Primeiro, a filha de Mallory sempre afirmou que Mallory carregava uma fotografia da esposa com ele, com a intenção de deixá-la no pico quando este fosse alcançado. Essa foto não foi encontrada com o corpo quando ele foi descoberto. Dada o excelente estado de preservação do corpo e de seus apetrechos, isso aponta para a possibilidade que ele possa ter alcançado o topo e lá depositado a foto;
- Segundo, os óculos de Mallory estavam em seu bolso quando o corpo foi encontrado, indicando que ele morreu à noite.  Isso implica que ele e Irvine teriam feito um esforço para alcançar o pico e estariam descendo bem no final do dia. Dados a hora de partida e movimentos conhecidos, se eles não tivessem alcançado o topo, seria pouco provável que eles ainda estivessem em expedição ao cair da noite.

No entanto, resta a incerteza de que eles alcançaram o topo, o que seria um feito extraordinário, precedendo de 29 anos a ascensão de Hillary e Norgay de 1953. Do ponto de onde é comumente aceito que eles começaram a ascensão – apesar de o fotógrafo da expedição de 1924, John Noel, manter até sua morte a versão de que ele sabia que eles tinham começado a escalada de um acampamento mais alto do que se acredita – eles teriam necessitado de cerca de onze horas. Eles tinham somente oito horas de oxigênio disponível, assim – apesar de isso depender do fluxo de oxigênio, que podia ser controlado e não foi necessariamente utilizado ao máximo – pode ter faltado oxigênio antes de eles terem atingido o topo do monte.
Vários alpinistas experientes discordam da eventualidade de que Mallory teria sido capaz de escalar o difícil e infame "Second Step" da face norte, atualmente facilitado por uma escada de alumínio instalada de maneira permanente por uma equipe chinesa em 1975, a fim de evitar o problema. No entanto, Mallory era conhecido por ter vencido um obstáculo bastante semelhante em condições alpinas no Nesthorn suíço, e seus companheiros não tinham dúvidas de sua capacidade e motivação.
Em 2007, o alpinista Conrad Anker, que encontrou o corpo de Mallory testou o equipamento de Mallory e Irvine durante as gravações do documentário "The Wildest Dream", e escalou o "Second Step" de forma livre, sem o auxilio da escada de alumínio instalada pelos Chineses em 1975, provando que é possível que Mallory e Irvine tenham conseguido também superar o obstáculo.

## Comentário
Mesmo se alguma evidência seja encontrada provando que George Mallory e/ou Andrew Irvine alcançaram o pico do Everest naquele dia fatídico de 1924, muito poucos consideram que a história deveria ser reescrita para lhes atribuir a "primeira ascensão". Os alpinistas estão geralmente de acordo sobre o fato de que uma ascensão bem-sucedida implica não somente alcançar o topo, mas voltar vivo de lá. De fato, o próprio filho de George Mallory, John Mallory, que tinha somente 3 anos de idade quando o pai morreu, disse:
"To me the only way you achieve a summit is to come back alive. The job is half done if you don't get down again".
Traduçãoː Para mim a única maneira de atingir o pico é voltar vivo. O trabalho é feito pela metade se você não retorna vivo.
Deve ser notado, no entanto, que John Mallory tinha sentimentos confusos sobre a celebridade do pai depois de morto, explicando, de maneira compreensível, que ele teria preferido ter um pai a uma lenda. Uma perspectiva similar foi manifestada por Sir Edmund Hillary, que perguntou:
"If you climb a mountain for the first time and die on the descent, is it really a complete first ascent of the mountain? I am rather inclined to think personally that maybe it is quite important, the getting down, and the complete climb of a mountain is reaching the summit and getting safely to the bottom again."
Traduçãoː Se você escala uma montanha pela primeira vez e morre durante a descida, trata-se realmente de uma primeira ascensão da montanha? Eu estou inclinado a pensar que descer é deveras importante, e que uma escalada completa implica alcançar o topo e voltar de lá são e salvo.
Em conclusão, Chris Bonington, o respeitado alpinista britânico do Himalaia, resumiu o ponto de vista de muitos alpinistas de todo o mundo:
"If we accept the fact that they were above the Second Step, they would have seemed to be incredibly close to the summit of Everest and I think at that stage something takes hold of most climbers… And I think therefore taking all those circumstances in view… I think it is quite conceivable that they did go for the summit… I certainly would love to think that they actually reached the summit of Everest. I think it is a lovely thought and I think it is something, you know, gut emotion, yes I would love them to have got there. Whether they did or not, I think that is something one just cannot know."
Traduçãoː Se admitirmos o fato que eles estavam no Segundo Degrau, eles teriam estado incrivelmente próximos do topo do Everest, e penso que, neste momento, alguma coisa toma conta de todo alpinista… Assim, tendo em vista todas essas circunstâncias… acho que é bastante provável que eles tenham tentado alcançar o topo… Eu certamente adoraria imaginar que eles realmente alcançaram o topo do Everest. Acho que é uma ideia adorável, uma emoção profunda, entende, sim, eu gostaria que eles tivessem chegado lá. Se eles conseguiram ou não, acho que é algo que não se pode saber.